# 乾真大
乾真大（日语：／，1988年12月8日—）是日本前職業棒球選手與教練，出生於日本兵庫縣加古川市。擅長滑球、曲球和伸卡球，曾效力於日本職棒的北海道火腿鬥士與讀賣巨人，目前是東洋大學硬式棒球部教練。

## 生平

### 早期生涯
乾真大在小學三年級時開始打壘球和軟式棒球，並在中學時期加入了軟式棒球部。
因憧憬越南籍投手阮陳福安，高中進入東洋大學附屬姫路高校就讀，並加入硬式棒球部，從高中二年級秋季開始成為主力球員，三年級參加第88屆全國高等學校棒球錦標賽。
大學進入東洋大學，從一年級開始被選入替補成員，並在二年級在東都大學聯盟取得了四勝，帶領球隊連續三季取得冠軍，並獲得最優秀投手獎和最佳九人。在東都大學聯盟時期共出場46次，取得10勝7敗，獲得179次三振，防禦率為2.80。
大學時期亦被選為第四屆世界大學棒球錦標賽的日本代表選手，並在四年級時再次被選為第五屆的日本代表。也獲邀參加U-26日本職棒選拔對大學日本代表的比賽，並投出一局無失分兩次三振的好成績。
2010年10月28日的日本職棒選秀會上，被北海道日本火腿鬥士以第三輪指名選中，並在同年11月20日以6500萬日元的簽約金和年薪900萬日元（估計）加入。

### 加入日本職棒

#### 北海道火腿鬥士時期
2011年，4月下旬登錄上了一軍，但沒有出場就被下放至二軍，直到賽季末才再次被登錄，主要作為敗戰處理的中繼投手。共出場5場比賽，雖然防禦率不佳，但在8局的投球中奪取了9個三振。
2012年開始，時常在一軍和二軍之間往返。直到2016年4月11日，與大累進進行了交換交易，轉籍到讀賣巨人，背號換成大累進原本穿的60號。

#### 讀賣巨人時期
2016年加入讀賣巨人之後，僅在一軍中投出少數幾場比賽。2017年10月4日，球隊發出對乾真大的戰力外通告。

### 轉往獨立聯盟
2017年12月19日，當時在棒球挑戰聯盟的富山GRN雷鳥隊，宣布乾真大加入。
2018年9月29日，和隊友古村徹一起參加橫濱DeNA海灣之星的入團測試，也參加當年12球團合辦的聯合試驗。儘管乾真大希望能夠重返日本職棒，但最後沒有收到任何邀請。
2019年，他接受了總教練二岡智宏的要求，兼任投手教練。10月22日，宣布隔年加入同聯盟下的神奈川未來之夢隊。
2020年加入神奈川未來之夢隊，乾真大同時兼任投手教練。總共出場14場比賽，成績4勝2敗、防禦率3.18，72個三振，獲得了東區的最多三振的頭銜。
2022年8月23日，球團宣布乾真大將於本賽季退休。並於8月30日對上茨城宇宙行星隊的比賽後進行退休儀式。在賽季結束後的10月29日也宣布辭去教練的身份。
2022年8月30日的引退賽中擔任先發，共投了7.2局，奪取了10個三振，失掉了2分（自責分1），獲得勝投。在賽後的儀式上，他向讓他繼續打球的獨立聯盟表示了感謝，並說道「非常感謝，選手生涯告一段落了，但沒有留下任何遺憾」，並表示會繼續投球相關的研究。

### 引退後
2022年12月1日，回到母校東洋大學擔任硬式棒球部的教練。

## 軼事
因漢字姓名利用中文的唸法諧音對台灣人有所共鳴，2014年開始就常見於台灣的網路社群當中，尤其是當地發生地震時，就會有民眾在PTT等論壇上相繼發文留言，表示地震體感較強。通常會附上當時乾真大在北海道火腿鬥士的介紹圖，這種現象已經成為台灣特有的網路迷因。